# Admiral (Italija)
Admiral (izvirno italijansko Ammiraglio) je admiralski čin v uporabi pri Italijanski vojni mornarici. V činovni hierarhiji Italijanske kopenske vojske, Italijanskega vojnega letalstva, Korpusa karabinjerov in Finančne straže mu ustreza čin generala. V sklopu Natovega STANAG 2116 spada v razred OF-10.
Nadrejen je činu admirala eskadre s posebnimi zadolžitvami.
Čin admirala je povezan s položajem načelnika Obrambnega štaba Italije (Capo di Stato Maggiore della Difesa).

## Oznaka čina
Oznaka čina je dvodelna in sicer:
- narokavna oznaka: bogato okrašeni spodnji del in zgoraj štiri črte s pentljo na vrhu ter
- naramenska (epoletna) oznaka: štiri petkrake zvezde in zgoraj okrašeno sidro.

Galerija
- Narokavna oznaka
- Naramenska (epoletna) oznaka